# Fredesvinda García
Fredesvinda García Valdés (Camagüey, 1935 - San Juan de Puerto Rico, 31 de julio de 1961), más conocida como Freddy, fue una cantante cubana.

## Biografía
Freddy nació en Céspedes, un pequeño pueblo de la provincia de Camagüey (Cuba) en una familia de humildes campesinos. Canta a cappella en clubes de La Habana y graba un único álbum antes de fallecer de un ataque al corazón. Su peso (más de 150 kilos) le daba a su voz un toque distintivo y andrógino. Cantaba casi únicamente boleros y canciones.
Cuando se mudó a La Habana a la edad de 12 años, se convirtió en cocinera para la familia Bengochea (Arturo Bengochea era el presidente de la liga profesional cubana de base-ball) pero pronto empezó a cantar por las noches en el Bar Celeste, en las calles Humboldt e Infanta, un sitio donde los artistas se reunían. El director del Hotel Capri se fijó en ella y la contrató. Empezó a actuar en el Cabaret Capri con la orquesta de Rafael Somavilla, en la revista Pimienta y Sal junto a otros cantantes, bailadores y un cuarteto dirigido por el pianista Carlos Faxas. Freddy apareció en varios programas de televisión como Jueves de Partagas (1959), que le dejó un grato recuerdo. En ese programa, apareció junto a Benny Moré y Celia Cruz.
Freddy viajó a Venezuela y después a México con un grupo encabezado por el bailador y coreógrafo Roderyco Neyra (Rodney). De ahí, viajó a Miami y Puerto Rico. Obtuvo varios contratos y fue presentada en San Juan TV.